# Detailhandel

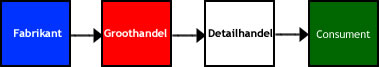
Schematische weergave van een distributieketen

Detailhandel of kleinhandel is het leveren van fysieke goederen voor persoonlijk gebruik aan de consument. Het is een sector die bestaat uit verschillende branches (zoals de levensmiddelenbranche, de modebranche, de woonbranche enz.). De detailhandel is de laatste schakel van de bedrijfskolom die loopt van fabrikant tot consument.

## Retail
Het in de economische kringen veel gehanteerde onderscheid tussen retail (letterlijk: wederverkoop) en wholesale is niet voor de volle 100% op detailhandel - groothandel te leggen. De officiële definitie van retail is: de levering van diensten en/of goederen voor persoonlijk gebruik aan de consument. Het enige verschil zit in de levering van diensten. Onder retail vallen ook diensten die aan de consument geleverd worden, zoals door een bank of een reisbureau. De detailhandel beperkt zich tot het leveren van fysieke goederen.

## Retailformules
Soorten verkooppunten per marketingstrategie zijn onder meer: bazaar, boetiek, grootwinkelbedrijf, gemakswinkel, warenhuizen, discountwinkels, algemene winkel, venters, straatverkopers, hypermarkt, pop-up, marktplaats, marktplein, winkelcentrum of winkelcomplex, speciaalzaak, supermarkt, verkoopautomaat, kringloopwinkel of tweedehandswinkel, liefdadigheids- of goede-doelenwinkel. Retailers kunnen kiezen voor een formule met elk een andere retailmix om klanten te trekken op basis van hun klantdemografie, levensstijl en aankoopgedrag. Vanuit het gekozen format kan worden bepaald welke producten prominent gepromoot worden en hoe de doelgroep aangesproken kan worden.

## Pensioenfonds Detailhandel
Wie werkzaam is in de retail bouwt pensioen op bij Pensioenfonds Detailhandel. Pensioenfonds Detailhandel is een bedrijfstakpensioenfonds. Met 1,3 miljoen deelnemers behoort het tot de grotere pensioenfondsen van Nederland.